# Cerano d’Intelvi
Cerano d’Intelvi (lombardul: Sceran vagy Ceran) település Olaszországban, Lombardia régióban, Como megyében. Lakosainak száma 590 fő (2023. január 1.). Cerano d’Intelvi Centro Valle Intelvi, Dizzasco, Schignano és Breggia községekkel határos.

## Népesség
A település lakossága az elmúlt években az alábbi módon változott:
| Lakosok száma | 549  | 551  | 590  |
|               | 2017 | 2018 | 2023 |